# Hugo Neuffer
Hugo Neuffer (* 14. März 1872 in Lauffen am Neckar; † 1. Oktober 1947 in Freudenstadt) war ein deutscher Verwaltungsjurist.

## Leben
Der evangelische Sohn eines Arztes studierte Rechtswissenschaften in Tübingen und war ab 1891 Mitglied der Studentenverbindung Lichtenstein Tübingen. Er legte 1895 die erste höhere Verwaltungsdienstprüfung und 1897 die zweite höhere Justizdienstprüfung ab.
Er trat 1897 in die württembergische Innenverwaltung ein. Von 1911 bis 1916 war er Oberamtmann und Oberamtsvorstand in Geislingen, wobei er vom 5. September 1914 bis Ende Mai 1916 Kriegsdienst leistete und am 8. Juni 1916 seinen Dienst in Geislingen wieder aufnahm. Im November 1916 wechselte er in das württembergische Innenministerium als Berichterstatter. 1917 wurde er Regierungsrat bei der Ministerialabteilung für das Hochbauwesen, bis er im Mai 1918 stellvertretender Leiter der Kanzleidirektion (Geschäftsteil I) wurde. 1919 wurde er Kanzleidirektor, 1920 Ministerialrat und 1925 Ministerialdirektor.
1929 wurde er mit der Amtsbezeichnung Präsident zum Vorsteher des Württembergischen Sparkassen- und Giroverbands gewählt und unter Belastung des Titels Ministerialdirektor a. D. aus dem Staatsdienst entlassen. 1937 trat er in den Ruhestand.